# Cottus cognatus
Cottus cognatus és una espècie de peix pertanyent a la família dels còtids.

## Descripció
- Fa 12,1 cm de llargària màxima (normalment, en fa 7,5).
- Nombre de vèrtebres: 31-35.[2][3]

## Alimentació
Menja principalment larves i crisàlides d'insectes aquàtics, i, en segon lloc, crustacis, peixets i matèria vegetal.

## Depredadors
És depredat pel lluç de riu (Esox lucius), la lota (Lota lota), Perca flavescens, la truita de rierol (Salvelinus fontinalis) i Salvelinus namaycush.

## Hàbitat
És un peix demersal i de clima temperat (4 °C-16 °C, 71°N-37°N) que viu entre 6-128 m de fondària.

## Distribució geogràfica
Es troba als Estats Units (incloent-hi Alaska; la conca superior del riu Mississipi a Wisconsin, Minnesota i Iowa, i la conca superior del riu Colúmbia), el Canadà i Rússia (Sibèria).

## Longevitat
La seua esperança de vida és de 7 anys.

## Ús comercial
Pot ésser emprat com a esquer, tot i que no és comú.

## Observacions
És inofensiu per als humans.